# Monique Caron-Renoult
Pour les articles homonymes, voir Caron et Renoult.
Monique Caron-Renoult, née le 5 juin 1927 à Elbeuf est une athlète française.

## Biographie

### Carrière sportive
Monique Caron-Renoult est championne de France de cross-country (cross long) à 3 reprises soit en 1950, 1952 et 1953,.
Pour avoir participé au cross de l'Humanité (qu'elle gagne) en 1953, elle est radiée de la fédération française d’athlétisme.

## Hommage
Une piste d’athlétisme porte son nom à Caudebec-lès-Elbeuf.